# Violența împotriva persoanelor LGBT
Persoanele lesbiene, gay, bisexuale sau transexuale pot experimenta violența motivată de atitudini dușmănoase împotriva sexualității sau identității lor de gen. Violența poate fi săvârșită de stat ca în cazul legilor care prescriu pedepse corporale pentru acte homosexuale (vezi legi privind homosexualitatea) sau de către indivizi care recurg la intimidare, presiune de grup, asalt sau linșare (vezi de asemenea persecutare gay, persecutare trans). Violența îndreptată împotriva unor persoane din cauza presupusei lor sexualități poate fi psihologică sau fizică și poate ajunge până la crimă. Aceste acțiuni pot fi motivate de homofobie, lesbofobie, bifobie, transfobie și pot fi influențate de prejudecăți și valori culturale, religioase sau politice.
În momentul de față actele homosexuale sunt legale în aproape toate țările vestice și în multe din aceste țări violența împotriva persoanelor LGBT este clasificată ca infracțiune motivată de ură iar acest tip de violență este de multe ori considerat a fi legat de ideologii conservative sau cu tendințe religioase sau a fi înfăptuit de indivizi care asociează homosexualitatea cu a fi slab, bolnav, feminin sau imoral. În afara Vestului multe țări, în special cele în care religia predominantă este Islamul dar și multe țări care fac parte din Commonwealth (de exemplu Uganda, Nigeria, Malaezia și Jamaica), cele mai multe țări africane (cu excepția Africii de Sud) și unele țări asiatice (cu excepția Japoniei și a Taivanului) și unele foste țări comuniste din Europa de Est și Asia Centrală cum ar fi Rusia și Serbia sunt în momentul de față foarte periculoase pentru persoanele LGBT din cauza discriminării împotriva homosexualilor care influențează atât legislația discriminatorie cât și violența fizică.
În Europa, Directivul Cadrului de Egalitate a Muncii și Carta Drepturilor Fundamentale ale Uniunii Europene oferă un anumit grad de protecție împotriva discriminării bazate pe sexualitate.
Din punct de vedere istoric, persecutarea homosexualilor aprobată de stat a fost limitată în mare parte la homosexualitatea masculină, numită și "sodomie". În perioada medievală și cea modernă timpurie pedeapsa pentru sodomie era de obicei moartea. În perioada modernă (din secolul XIX până la mijlocul secolului XX) în Vest pedeapsa era de obicei o amendă sau închisoarea.
Din 2009, în întreaga lume mai rămân doar sub 80 de țări unde actele homosexuale sunt ilegale (în special în Orientul Mijlociu, Asia Centrală și în mare parte a Africii și de asemenea în unele părți din Caraibe și Oceania) inclusiv cinci în care se aplică pedeapsa cu moartea.

## Impactul persecutării asupra entităților statale
Trebuie specificat că mișcarea de eliberare a persoanelor LGBTQIA+ și câștigarea drepturilor rezervate nu este despre destrămarea sau eliminarea capitalismului sau a altor sisteme de guvernare precum celor liberare, autocratice, etc. ci despre eliminarea oricăror sisteme de guvernare sau entități statale care nu iau în considerare persoanele născute sau parte a comunității.
Numeroase state și imperii au implementat politici anti-LGBTI, contribuind astfel la marginalizarea și persecuția comunităților LGBTI. Printre exemplele istorice se numără Germania Nazistă, Imperiul Bizantin, Imperiul Papal, Imperiul Otoman, dar și Japonia Imperială prin aruncarea primei bombe atomice Little Boy din bombardierul Enola Gay, Regatul României condus de Carol II, din secolului trecut, Imperiul Austro-Ungar, URSS și legile coloniale britanice aplicate în colonii și alte state sau formațiuni. Impactul acestor politici asupra stabilității și fragmentării entităților statale rămâne un subiect de dezbatere în rândul istoricilor și este adesea insuficient explorat. Și in ziua de astăzi state precum Federația Rusă își persecută proprii cetățeni, dar și pe cei din alte state, născuți homosexuali sau intersex.